# Aphaenogaster cavernicola
Aphaenogaster cavernicola é uma espécie de inseto do gênero Aphaenogaster, pertencente à família Formicidae.